# Filbert Bayi
Filbert Bayi (ur. 23 czerwca 1953) – tanzański lekkoatleta specjalizujący się w biegach średnio i długodystansowych. Rekordzista świata z 1974 na dystansie 1500 m i w 1975 na dystansie jednej mili.

## Kariera
Urodził się w regionie Arusza w Tanzanii. W 1972 roku zadebiutował na igrzyskach olimpijskich, w ramach których wystąpił w konkurencjach biegu na 1500 m i biegu na 3000 m z przeszkodami, oba tutejsze występy zakończył w fazie eliminacji.
Jego największym sukcesem był finał na dystansie 1500 m podczas Igrzysk Brytyjskiej Wspólnoty Narodów w 1974, które odbyły się w Christchurch Nowa Zelandia, gdzie zdobył złoty medal wyprzedzając zawodnika Nowej Zelandii John Walkera i Kenijczyka Bena Jipcho. Bayi ustanowił w tym biegu rekord świata wynikiem 3 min 32,16 s, skorygowany później przez IAAF na 3:32,2. Drugi na mecie Walker także zszedł poniżej poprzedniego rekordu należącego do Jima Ryuna. Trzeci na mecie Jipcho, czwarty Rod Dixon i piąty Graham Crouch uzyskali czwarty, piąty i siódmy czas w historii na tym dystansie w tamtym okresie. Bieg ten jest uznawany za jeden z najlepszych biegów na dystansie 1500 m w historii.
17 maja 1975 Bayi pobił ośmioletni rekord Ryuna na dystansie jednej mili, uzyskując podczas zawodów w Kingston na Jamajce czas 3:51,0. Rekord ten został pobity już 12 sierpnia tego samego roku. Walker został pierwszym zawodnikiem w historii, który na tym dystansie zszedł poniżej 3:50 uzyskując na zawodach w Göteborgu czas 3:49,4.
Wielkie nadzieje pokładano w pojedynku Bayi-Walker podczas Igrzysk Olimpijskich w Montrealu w 1976, jednakże Tanzania zbojkotowała tę imprezę. Gdyby nie doszło do bojkotu, Bayi i tak nie mógłby wziąć udziału w tej imprezie, ponieważ tuż przed zawodami zachorował na malarię.
Bayi zdobył srebrny medal w biegu na dystansie 3000 m z przeszkodami na Igrzyskach Olimpijskich w Moskwie w 1980 roku. Uzyskał czas 8:12,48 i przegrał jedynie z Polakiem Bronisławem Malinowskim.
Zwyciężył w igrzyskach afrykańskich na dystansie 1500 m w 1973, pokonując słynnego Kipchoge Keino i w 1978 (kiedy to obronił swój tytuł).

## Rekordy życiowe
- bieg na 800 m – 1:45,32
- bieg na 1000 m – 2:18,1
- bieg na 1500 m – 3:32,16 rekord Tanzanii
- bieg na milę – 3:51,0
- bieg na 2000 m – 4:59,21
- bieg na 3000 m – 7:39,27 rekord Tanzanii
- bieg na 3000 m z przeszkodami – 8:12,48 rekord Tanzanii